# The Dicks
The Dicks waren eine US-amerikanische Punkband aus Austin, Texas.

## Geschichte
The Dicks wurden 1980 von dem Sänger Gary Floyd, dem Gitarristen Glen Taylor, dem Bassisten und Sänger Buxf Parrott und dem Schlagzeuger Pat Deason gegründet. Noch im gleichen Jahr erschien ihre Debütsingle Hate the Police. Nach Konzerten mit anderen Austiner Underground-Bands wie MDC, The Offenders oder The Big Boys veröffentlichten sie mit den letztgenannten bei Rat Race Records eine Live Split-LP. 
Sehr markant bei Bühnenauftritten war Frontmann Floyd, der starkes Übergewicht hatte und als offen schwul lebender Mann häufig in Drag auftrat. Jello Biafra, der Sänger der Dead Kennedys, bezeichnete später den Eindruck, den Floyd bei ihm in dieser Zeit hinterließ, als den einer „300 Pfund schweren kommunistischen Dragqueen, die singen kann wie Janis Joplin“.
1983 zog Floyd von Austin nach San Francisco, wo er mit dem Gitarristen Tim Carorroll, dem Bassisten Sebastian Fuchs und der Schlagzeugerin Lynn Perko von der Band The Wrecks The Dicks neu formierte. In dieser neuen Besetzung nahmen sie für das Underground-Label SST Records ein Studioalbum mit dem Titel Kill from the Heart auf. Auf ihm ist eine Coverversion von Jimi Hendrix’ Purple Haze enthalten. Danach wechselten sie zu Jello Biafras Label Alternative Tentacles, auf dem die LP These People erschien. Die Produktion übernahm Klaus Flouride von den Dead Kennedys. 1986 lösten sich The Dicks auf. Die Bandmitglieder wendeten sich fortan Soloprojekten zu, so etwa Gary Floyd seiner Gruppe Sister Double Happiness.
2004 kam es zu einer Reunion der Band, die seitdem wieder Konzerte spielte und unregelmäßig neues Material veröffentlichte. 2015 erschienen ein Dokumentarfilm und ein Tributalbum mit dem Titel The Dicks from Texas and Friends zur Band.
Im Oktober 2016 setzte sich die Gruppe nach einem Abschiedskonzert in Austin zur Ruhe.
Am 3. Mai 2024 wurde bekannt, dass Gary Floyd nach längeren Gesundheitsproblemen im Alter von 71 Jahren verstorben war.
Die aus Seattle stammende Grungeband Mudhoney coverte 1988 den Dicks-Song Hate the Police für ihre EP Boiled Beef & Rotting Teeth und spielen das Lied seitdem immer wieder live.

## Stil
The Dicks spielten klassischen amerikanischen Punk und Hardcore-Punk. Auf ihrer zweiten LP sind auch Einflüsse aus dem Bluesrock zu hören. De Texte der Lieder handeln oftmals von gesellschaftlichen Problemen, Homophobie, Diskriminierung, Polizeigewalt und der Mittelklasse.

## Diskografie

### Alben
- 1983: Kill from the Heart (SST Records)
- 1985: These People (Alternative Tentacles)

### Singles und EPs
- 1980: Hate the Police
- 1984: Peace? (EP)
- 2006: Hog
- 2006: Ten Inches

### Livealben
- 1980: Live at Raul's Club (Split-LP mit The Big Boys)
- 2006: Dicks Live! Hungry Butt

### Sonstige
- 1983: Gilbeau (Kompilationbeitrag auf Cottage Cheese from the Lips of Death)